# 马甲菝葜
马甲菝葜（学名：Smilax lanceifolia）又名臺灣菝葜、馬甲菝葜、臺灣土茯苓，为百合科菝葜属下的一个种。

## 扩展阅读
- 維基物種上的相關：马甲菝葜